# Coleman (Wisconsin)
Coleman é uma vila localizada no estado norte-americano de Wisconsin, no Condado de Marinette.

## Demografia
Segundo o censo norte-americano de 2000, a sua população era de 716 habitantes.
Em 2006, foi estimada uma população de 692, um decréscimo de 24 (-3.4%).

## Geografia
De acordo com o United States Census Bureau tem uma área de
2,9 km², dos quais 2,9 km² cobertos por terra e 0,0 km² cobertos por água. Coleman localiza-se a aproximadamente 217 m acima do nível do mar.

## Localidades na vizinhança
O diagrama seguinte representa as localidades num raio de 24 km ao redor de Coleman.